# Lila Kédrova
Yelizaveta Nikoláyevna Kédrova (en ruso: Елизавета Николаевна Кедрова) (Petrogrado, Rusia soviética; 9 de octubre de 1918-Sault Ste. Marie, Canadá; 16 de febrero de 2000), más conocida como Lila Kédrova (en ruso: Ли́ля Ке́дрова), fue una actriz francesa de orígenes rusos, quien trabajó mayormente en el cine francés.
Kédrova se hizo mundialmente reconocida por su papel de Madame Hortense en la película Zorba the Greek de 1964, que le valió un Premio Óscar a la mejor actriz de reparto y, posteriormente, un Premio Tony a mejor actriz de reparto en un musical, por su reinterpretación en la versión musical del filme.

## Biografía

### Primeros años
Kédrova afirmó que su nacimiento se dio en 1918 en Petrogrado en la naciente Rusia soviética, sin embargo, ella dio su edad como 24 en una lista de pasajeros de la ciudad de Nueva York en febrero de 1935 mientras se encontraba de gira con su grupo de teatro, lo que implica un año de nacimiento alrededor de 1910, mientras que su lápida indica 1909. En consecuencia, su hermano afirmó tener 34 años en una lista de pasajeros de 1938, indicando un posible año de nacimiento entre 1903 y 1904, y no 1905, como se suele aceptar generalmente.
Sus padres eran cantantes de ópera rusos. Su padre Nikolái Kédrov, Sr. (1871-1940) era cantante y compositor, creador del primer cuarteto masculino ruso que realizó cantos litúrgicos; mientras que su madre Sofia Gládkaya (ruso: Cофья Николаевна Гладкая) era cantante del Teatro Mariinski de San Petersburgo Conservatorio de París. El hermano de Kédrova, Nikolái (¿1904?–1981) fue un cantante y compositor ruso de música litúrgica, y su hermana Irene Kedroff trabajaba de soprano.
Algún tiempo después de la Revolución de Octubre, en 1922, la familia emigró a Berlín. En 1928, se mudaron a Francia, donde la madre de Kédrova comenzó a enseñar en el Conservatorio de París, y su padre volvió a recrear el cuarteto "Quatuor Kedroff".

### Carrera
En 1932, Kedrova se unió a la compañía Teatro de Arte de Moscú. Luego comenzó su carrera cinematográfica, principalmente en películas francesas, mayormente en papeles secundarios. Mientras trabajaba en Francia conoció al director Michael Cacoyannis.

#### Zorba, el griego
En 1964, mientras se desarrollaba la producción de la película Zorba the Greek en la isla griega de Creta, la actriz Simone Signoret, quien se encontraba interpretando el papel de Madame Hortense, una frágil anciana emigrante francesa convertida en prostituta, se declaró incompetente para el papel y abandonó la producción. Cacoyannis, quien hacía de productor, director y guionista del filme tomó contacto con Kédrova, hasta entonces una desconocida actriz para el cine estadounidense. Su llegada a la producción provocó el retiro del apoyo de los estudios United Artists, quien exigía a Cacoyannis una estrella para el papel, y su cambio por el de 20th Century Fox.
Kédrova, sin saber inglés, comenzó a grabar sus escenas. Su interpretación fue alabada por la crítica especializada, y al siguiente año, fue nominada y obtuvo el Premio Óscar a la mejor actriz de reparto por su papel. Además, fue nominada al Globo de Oro a la mejor actriz de reparto y al BAFTA a la mejor actriz extranjera.
Posteriormente, Kédrova apareció en la película de Alfred Hitchcock Torn Curtain, en 1966, interpretando el papel de la condesa Kuchinska. En 1968, interpretó a Fraulein Schneider en la producción teatral del West End de Cabaret junto a Judi Dench y Peter Sallis.
En 1975, participó en la película canadiense Eliza's Horoscope dirigida por Gordon Sheppard, que le hizo merecedora de un Canadian Film Awards a la mejor actriz de reparto.
En 1983, rehízo su papel como Madame Hortense en Broadway en la versión musical Zorba, obteniendo el Premio Tony a mejor actriz de reparto en un musical y un Premio Drama Desk a la mejor actriz en un musical.

### Fallecimiento
En 2000, Kédrova murió en su casa de verano en Sault Ste. Marie, Canadá, de neumonía junto a complicaciones de la enfermedad de Alzheimer. Sus restos fueron cremados y enterrados en la tumba de su familia en el cementerio ruso de París.

## Filmografía parcial
- Calle Mayor (1956)
- Les Amants de Montparnasse o Montparnasse 19 (1958)
- Zorba the Greek (1964)
- Un fuerte viento en Jamaica (1965)
- Cortina rasgada (1966)
- Penélope (1966)
- La carta del Kremlin (1970)
- Le orme (1975)
- Le locataire (1976)
- Testamento (1983)
- La espada de Valiant (1984)
- Algunas chicas (1988)
- Il Fuoco (1993)

## Premios y distinciones
Premios Óscar
| Año  | Categoría               | Película         | Resultado |
| ---- | ----------------------- | ---------------- | --------- |
| 1965 | Mejor actriz de reparto | 'Zorba el griego | Ganadora  |